# Verband der Bildungszentren im ländlichen Raum

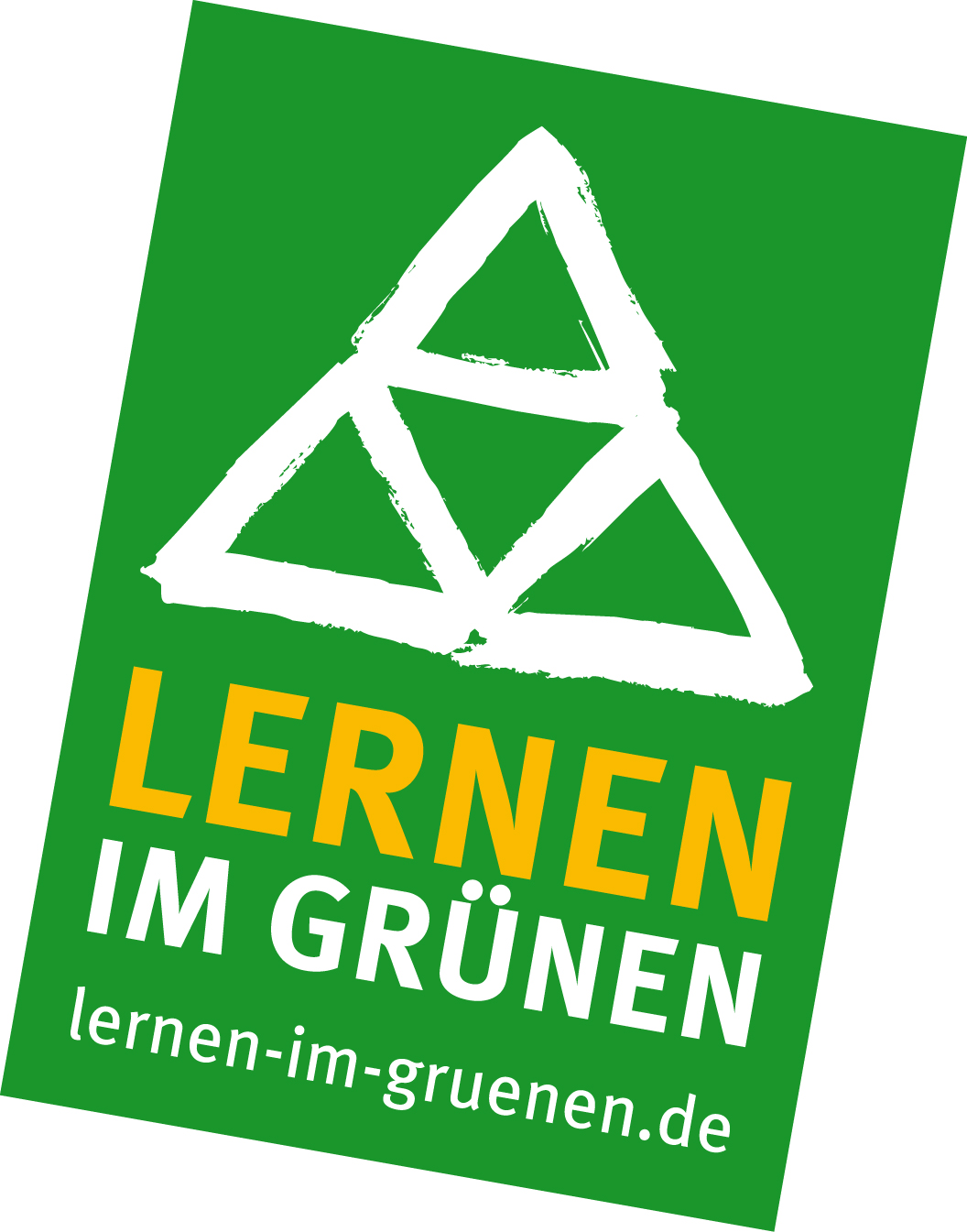
Wort-Bild-Marke des Verbandes der Bildungszentren im ländlichen Raum e.V.

Der Verband der Bildungszentren im ländlichen Raum (VBLR) e.V.  ist ein  bundesweiter Interessensverband von 43 Landvolkshochschulen und Bildungseinrichtungen in katholischer, evangelischer und landwirtschaftlich-berufsständischer Trägerschaft. Bis 2005 lautete der Name Verband der ländlichen Heimvolkshochschulen Deutschlands.

## Zielsetzung und Arbeitsweise
Bildungspolitische Zielsetzung des Verbandes sind die Interessenvertretung und Öffentlichkeitsarbeit sowie der Erfahrungsaustausch im Rahmen eines Netzwerkes der beteiligten Weiterbildungseinrichtungen, die sich im ländlichen Raum, d. h. außerhalb der Ballungszentren befinden. In vom VBLR eingerichteten Kommissionen und Projektgruppen werden u. a. bundeszentral Curricula und Seminarkonzepte für die Jugend- und Erwachsenenbildung erarbeitet.
Der Verband hat die Rechtsform eines eingetragenen Vereins mit Sitz im „Haus der Landwirtschaft“ in Berlin. Vorsitzender Andreas Quiring (Andreas Hermes Akademie, Bonn). Die 45 Mitgliedseinrichtungen des Verbandes erreichen jährlich in ca. 22.500 Seminaren und Veranstaltungen rund 500.000 Teilnehmende.

## Geschichte
1951 schlossen sich die von der katholischen und evangelischen Kirche sowie den Bauernverbänden getragenen Heimvolkshochschulen zum „Verband der ländlichen Heimvolkshochschulen Deutschlands“ zusammen. Zielsetzung war dabei, das Engagement für die Fort- und Weiterbildung der ländlichen Bevölkerung, unbeschadet des je spezifischen Interesses der konfessionellen und berufsständischen Träger, zu bündeln und nach dem Zusammenbruch des Nationalsozialismus eine wertorientierte Weiterbildung auf der Basis einer demokratischen und auf das Gemeinwohl bezogenen Grundhaltung zu vermitteln. Dabei kam es auch darauf an, im Weiterbildungssektor infrastrukturelle Benachteiligungen der ländlichen Räume gegenüber den städtischen Regionen auszugleichen. Weiterbildung erkannte man schon damals als eine wesentliche Voraussetzung für wirtschaftlichen Erfolg ganzer Regionen und für die Teilhabe des Einzelnen am gesellschaftlichen und politischen Leben.
In der Herrschinger Erklärung vom 12. Juni 1954 bekannten sich die drei süddeutschen Heimvolkshochschulen in Bad Waldsee, Herrsching und Scherzen/Tiengen dezidiert als Bauernschulen und zu den Bauernverbänden sowie zum Verband der ländlichen Heimvolkshochschulen Deutschlands. Sie warfen in der Erklärung den konfessionellen Schulen, insbesondere den katholischen, die sich 1951 im Verband katholischer Landvolkshochschulen Deutschlands organisiert hatten, Separatismus vor. In der Folge kam es bis 1958 zu einer Einigung und Konzentration der konfessionellen und berufsständischen Schulen im Verband der ländlichen Heimvolkshochschulen Deutschlands.
Bis 1989 war die Tätigkeit des Verbandes auf die damalige Bundesrepublik Deutschland beschränkt. Mit dem Ende der DDR und nach der Wiederherstellung der staatlichen Einheit 1990 entstanden auch in den neuen Bundesländern konfessionelle und berufsständische Weiterbildungseinrichtungen, die sich dem VBLR anschlossen.
2005 erfolgte die Umbenennung in den heutigen Namen.

## Mitgliedschaften
Der Verein ist Mitglied in folgenden Organisationen:
- Stiftung für Begabtenförderung der deutschen Landwirtschaft
- KAW Rat der Weiterbildung
- bap – Bundesausschuss für politische Bildung